# Religion à Chypre
 (janvier 2012).
Si vous disposez d'ouvrages ou d'articles de référence ou si vous connaissez des sites web de qualité traitant du thème abordé ici, merci de compléter l'article en donnant les références utiles à sa vérifiabilité et en les liant à la section « Notes et références ».
L'article religion à Chypre vise à recenser la totalité des phénomènes religieux, passés et présents, des populations de l'île de Chypre.
En 2020, deux principales religions traditionnelles se partagent la spiritualité des 1 200 000 Chypriotes, sans prise en compte des diasporas chypriotes ni des immigrations et migrations récentes.

## Histoire
- Chronologie de Chypre, voir provisoirement la version anglophone
- Édifices religieux à Chypre

Le relevé actualisé des groupes ethniques à Chypre et des langues parlées à Chypre ne signale pas leur évolution.
Les seuls repères historiques permettent au minimum de se représenter une évolution probable des appartenances religieuses :
- Dix cités-royaumes de Chypre à l'âge du fer
- -480..-310 : domination perse
- -310..-58 : domination hellénistique puis ptolémaïque
- -58..395 : domination romaine, Chypre romaine
- 395-1190 : domination byzantine
- 1192-1489 : Royaume de Chypre (maison de Lusignan), franc, latin
- 1489-1571 : domination vénitienne
- 1571-1878 : domination ottomane, Chypre ottomane, comme compensation à la défaite turque de Lépante
- 1878-1960 : domination britannique, protectorat puis colonie britannique de Chypre, dont référendum de 1950 à Chypre
- 1960 : indépendance, Partition de Chypre (1964-1975), guerre civile,
- 1974 : Coup d'État de 1974 à Chypre, Invasion turque de Chypre Opération Attila, 1974), Ligne verte (Chypre), adhésion à l'Europe

De ces différentes époques, les plus remarquables traces sont visibles :
- Parc archéologique de Paphos
- Sites archéologiques à Chypre
- Liste du patrimoine mondial à Chypre

### Antiquité
Les populations d'alors sont polythéistes : religion phénicienne, religion grecque antique, mythologie grecque, mythologie romaine, religion de la Rome antique.
- Melkart, divinité phénicienne, assimilable à Heraklés / Hercule
- Mythologie grecque de Chypre
  - Hylates, divinité chypriote assimilable à Apollon
  - Aphrodite Akraia (de), divinité chypriote
  - Aphrodite Ourania
  - Artemis Paralia (de) (Larnaca)
  - Kourion, ville et divinité de la ville

### Deux millénaires de brassage de populations
L'hellénisation étant très ancienne, les Chypriotes grecs, du moins orthodoxes, sont à considérer comme pratiquement autochtones, même si la guerre de Kitos (115-117) semble avoir exterminé la population grecque de l'île
La communauté juive chypriote 3 500 personnes, est d'origine ancienne, au moins depuis le second siècle avant l'ère commune. 
L'histoire des Juifs à Chypre (en) est tourmentée. 
La guerre de Kitos ou guerre des exilés (115-117) a lieu également sur l'île D'après une source ancienne écrite par  Eutychius of Alexandria Les juifs Chypriotes auraient attaqué des monastères chrétiens sur l'île durant le règne d' Heraclius (610-641).
Des Juifs Romaniotes (judaïsme hellénistique) s'installent dès l'époque byzantine, apparemment après les premiers raids arabes avec mise en esclavage de Chypriotes.
En 1110, on signale des Juifs chargés de récolter les impôts.
Benjamin de Tudèle rapport avoir observé en 1163 trois communautés juives , des karaïtes, des rabbiniques et des Épikoristes (en) (réputés hérétiques).
Durant l'époque ottomane, Famagouste devient le centre d'une importante communauté exilée à la suite du décret de l'Alhambra (1492) d'expulsion des Juifs d'Espagne.
Vers 1900, on recense une centaine de Juifs seulement sur l'île.
La communauté arménienne chypriote (en) concerne actuellement 3 500 personnes bien intégrées.
L'histoire des Arméniens à Chypre (en) peut remonter au moins à 578, début de la période byzantine.
La chute du Royaume arménien de Cilicie (1080-1375) provoque l'arrivée de 30 000 émigrants.
L'époque ottomane (1570–1878) s'ouvre avec le recrutement (et l'arrivée sur l'île) de 40 000 Arméniens ottomans, principalement artisans, pour repeupler Nicosie d'abord.
Pourtant, en 1630, sur une population totale chypriote de 56 530, on ne recense que 2 000 Arméniens, et, en 1835, 200 Arméniens.
La principale raison serait la taxation (double capitation et devchirmé) des non-musulmans et donc un fort crypto-christianisme (en), le phénomène Linobambaki.
Le soutien grec chypriote à la guerre d'indépendance grecque (1821-1829) entraîne des représailles féroces contre Grecs, Arméniens, Maronites et « Francs ».
Les massacres hamidiens (1894-1896) et le génocide arménien (1915-1923), entre autres catastrophes historiques, entraînent des migrations forcées : 10 000 réfugiés de Cilicie, de Smyrne et de Constantinople.
Les Arméniens chypriotes constituent une bonne part de la Légion arménienne (1916-1920) vaillante lors de la campagne de Cilicie (1918-1921), et du Régiment chypriote (en) (1940-1950).
Une partie de la communauté a regagné l'Arménie indépendante. Une autre a émigré ailleurs. Et Chypre accueille également des Arméniens venus d'autres pays d'accueil.
La communauté rom chypriote (en) (1 250) se constitue vers 1322-1400, en provenance probable du Liban.
La communauté libanaise chypriote (en) (20 000), en partie d'implantation récente, vient de personnes fuyant la Guerre du Liban (1975-1990).
L'autre partie est constituée de maronites, chrétiens catholiques orientaux. La communauté maronite chypriote (en), arabophone, s'établit au 13e siècle et compte jusqu'à 50 000 membres (sur une soixantaine de villages, soit 20 % de la population de l'île à l'époque. 
La population maronite presque entièrement à l'époque ottomane (1 000 membres), se reconstitue à partir de 1900 : 2 752 en 190, 6000 en 2020.
Les Chypriotes turcs sont d'abord les descendants des 30 000 colons turcs de 1571, musulmans, sunnites, souvent devenus laïcs.
Une partie provient des Muhacir (en) (migrants à la suite des nettoyages ethniques de la fin de l'Empire ottoman).
La troisième part se compose des colons turcs de 1974, originaires des régions de la mer Noire et méditerranéenne pour occuper les terres des Chypriotes grecs qui ont fui l'invasion turque de Chypre ou qui ont été chassés.
Depuis l'époque britannique, une petite communauté britannique s'est installée à Chypre.
La communauté vietnamienne chypriote (en) (12 000 membres, dont 7 000 personnes déclarant parler vietnamien) trouve son origine dans la Chute de Saïgon (1975).
Une petite communauté russe chypriote (en) (1 250) s'implante à partir des années 1990.

### Histoire récente
La population de la république de Chypre suit l’Église grecque orthodoxe. 
La zone occupée par l'armée Turque (autoproclamée république turque de Chypre nord et non reconnue au niveau international) est majoritairement musulmane. 
Cependant, l'État, à la différence d'autres États musulmans, est un État séculaire. 
Il n'impose aucune religion particulière à ses citoyens. 
L'instruction religieuse cependant donnée dans les diverses écoles, non obligatoire, est considérée comme un choix personnel. 
La politique n'étant pas mêlée à la religion, les chefs religieux ont peu d'impact sur les affaires de l'État. 
La minorité des Chypriotes grecs qui résident dans la région nord sont libres de pratiquer leur foi. 
Les Grecs orthodoxes y sont également une communauté minoritaire maronite, de l'Église chrétienne maronite. 
Des églises anglicanes et catholiques fonctionnent également présentes dans cette partie du pays.
Les Chypriotes grecs ont choisi un patriarche de Constantinople en tant que leur guide et chef. 
Ils constituent une partie de la communion orthodoxe orientale et œuvrent dans la doctrine de la bonne croyance. 
Ils suivent les traces de Jésus et de ses apôtres en vertu de la succession apostolique. 
Le Nord de Chypre compte un certain nombre d'églises, la majorité d'entre elles cependant ont été aujourd'hui converties en musées.
Le monastère de l'apôtre André de cette partie nord de l'île (en zone turque) est considéré comme un tombeau sacré et régulièrement visité ainsi par les Chypriotes grecs.

## Christianisme
La première évangélisation remonte à l'âge apostolique, avec l'apôtre saint Paul (v. 5 - v. 67) et l'apôtre chypriote, juif lévite, Barnabé né Joseph (fin du Ier siècle av. J.-C. - 61).
Après la guerre de Kitos (115-117), d'autres évangélisations ont dû se produire en direction des nouveaux immigrants. 
L'époque byzantine est orthodoxe, et la séparation des Églises d'Orient et d'Occident (1054) maintient Chypre sous juridiction religieuse de Constantinople.
Les croisades (1095-1291) placent Chypre sous domination franque ou latine, sous juridiction religieuse de Rome : royaume de Chypre (1192-1489), durable état latin d'Orient. Et les dignitaires orthodoxes se soumettent aux dignitaires latins.
- Christianisme à Chypre

### Orthodoxie
- Église de Chypre, Église grecque-orthodoxe de Chypre, autocéphale depuis 431
  - Liste des primats de l'Église orthodoxe de Chypre
  - Barnabé, Actes de Barnabé
  - Mnason (en)
  - Auxibius (de) (40 ? - 102), évêque de Soles (Chypre)
  - Herakleidios (de), évêque de Tamassos au Ier siècle
  - Hilarion de Gaza (291-371)
  - Épiphane de Salamine (315-403)
  - Alexandre de Chypre (VIe siècle), moine chrétien, hagiographe
- Christianisme arménien à Chypre
  - Monastère Sourp Magar (Chypre) (en)
- Monastère de Kýkkos
- Liste des églises peintes de Chypre (en)

### Catholicisme
- Église catholique à Chypre
- Patriarcat latin de Jérusalem, Église particulière liée au catholicisme
- Évêché de Paphos (de) catholique
- Église maronite (6 000 (estimation 2010)

### Protestantisme
- Chypriotes turcs protestants et anglicans (en)
- Église épiscopale anglicane, diocèse de Chypre et du Golfe (en)

### Autres branches du christianisme
- Témoins de Jéhovah

## Autres religions

### Islam
Pour la totalité de l'île, l'islam concerne 25% de la population, et seulement 1,8 % dans la partie non turque.
- Islam à Chypre
- Musulmans grecs (de) ou Musulmans hellénophones, d'origine grecque, islamisés à l'époque ottomane
- Mosquée Arab Ahmet (en)

### Judaïsme
- Histoire des Juifs à Chypre (en)
- Juifs Romaniotes, Judaïsme hellénistique
- Citron grec dans la liturgie (en)
- Synagogue de Larnaca
- Camp d'internement pour réfugiés juifs à Chypre (1946-1949), Exodus 1947

### Autres
- Bouddhisme au Proche-Orient (en)
- Hindouisme : environ 5 000 pratiquants déclarés.

## Galerie

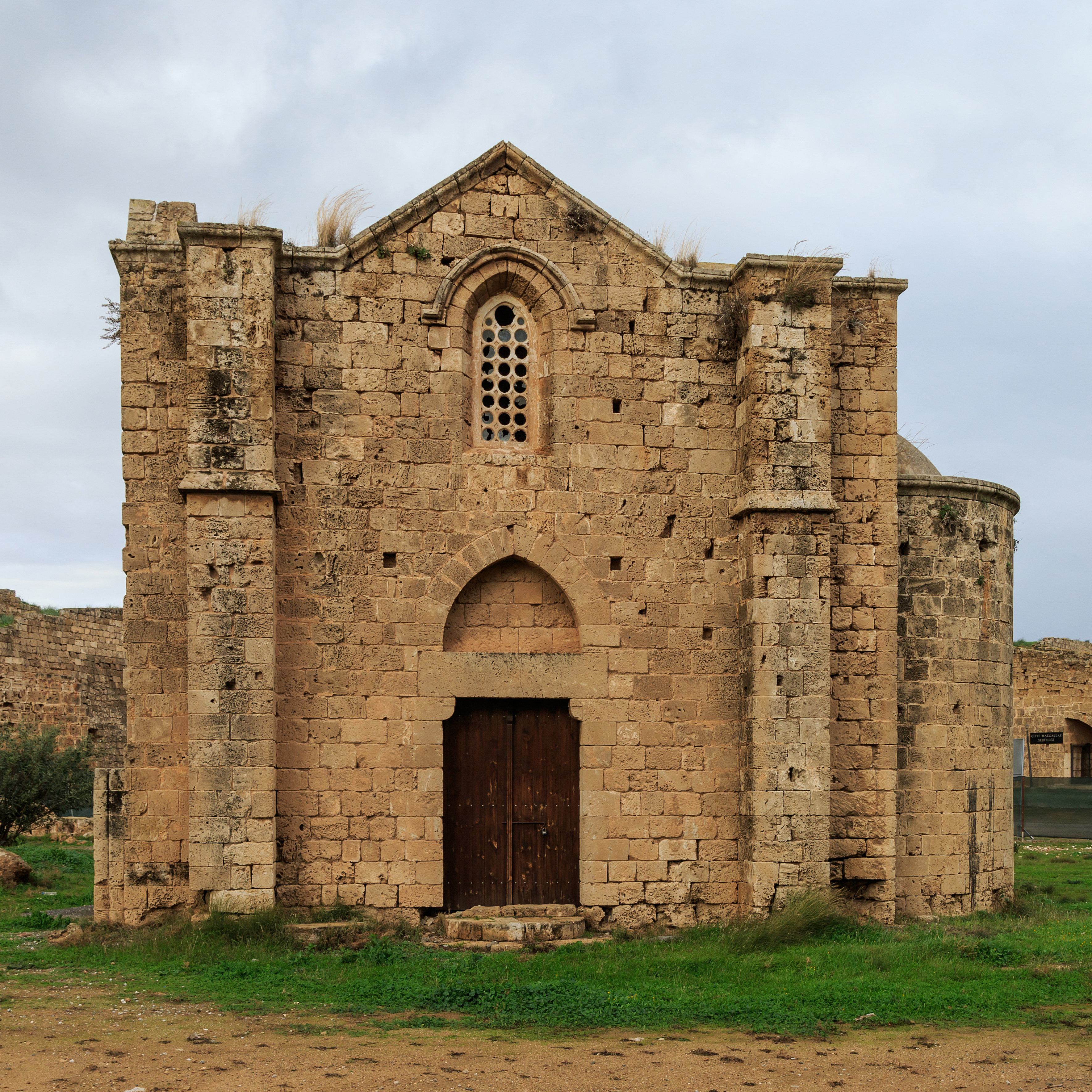
Ancien monastère de Ganchvor (en), Famagouste
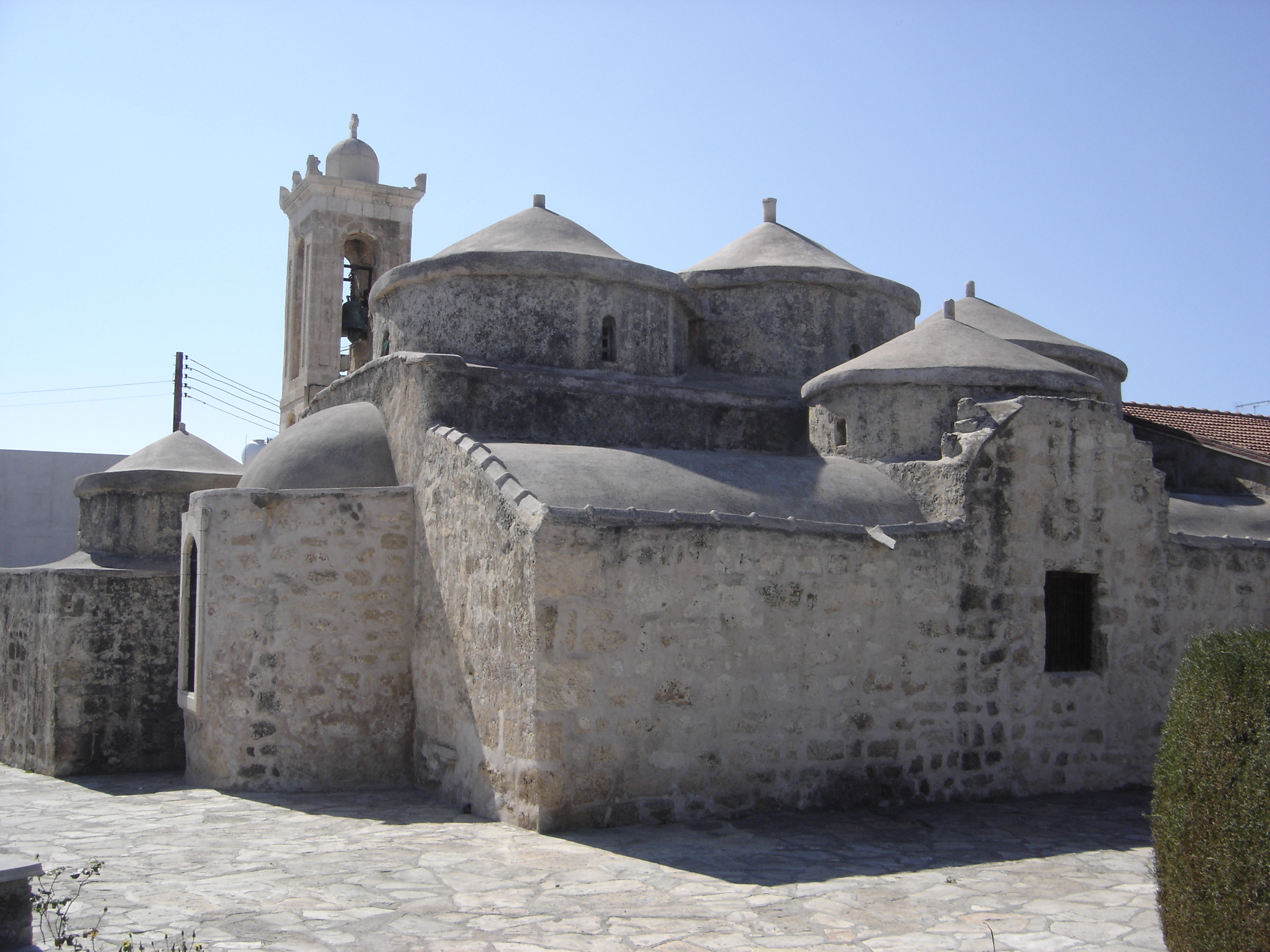
Ancienne église byzantine de Geroskípou
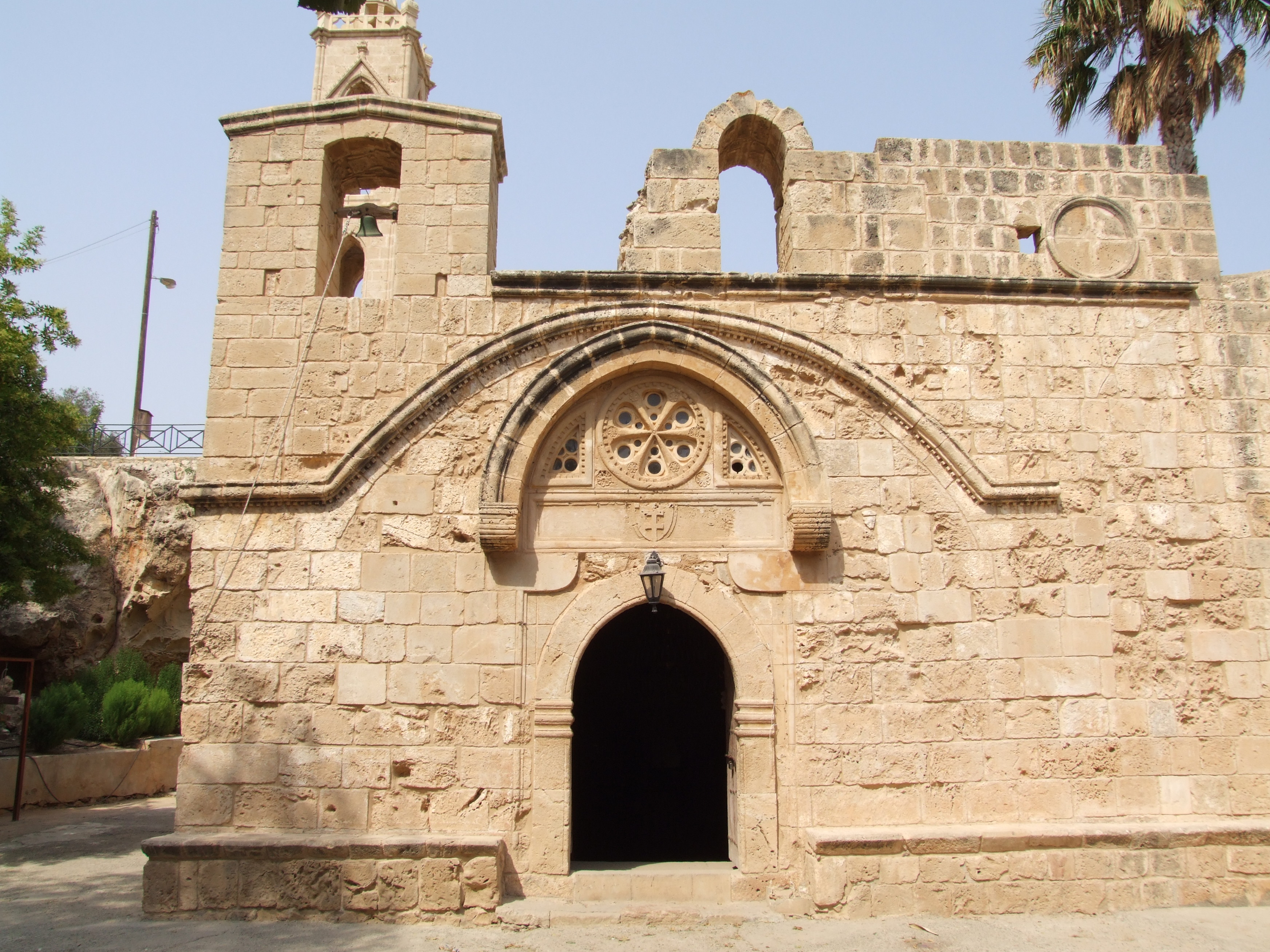
Monastère d'Ayía Nápa
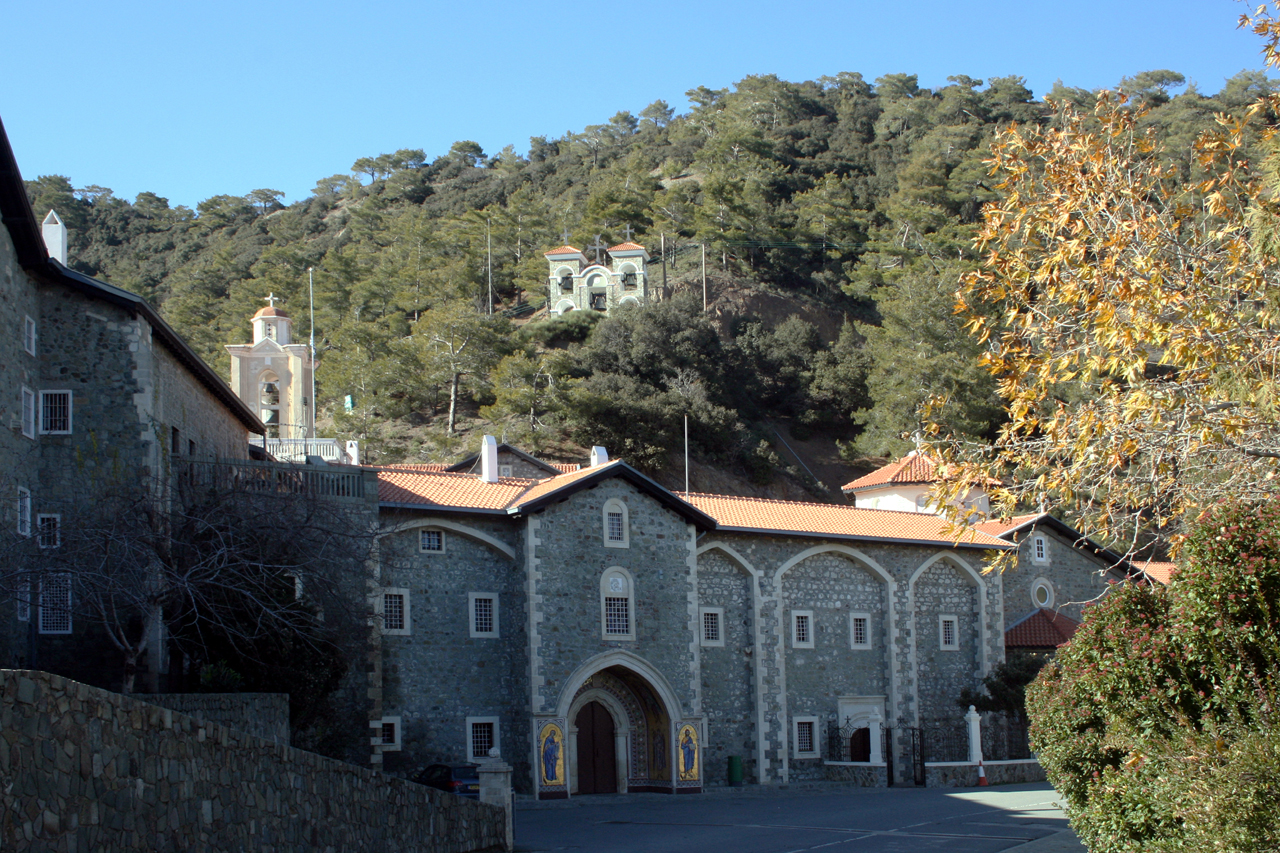
Monastère de Kykkos
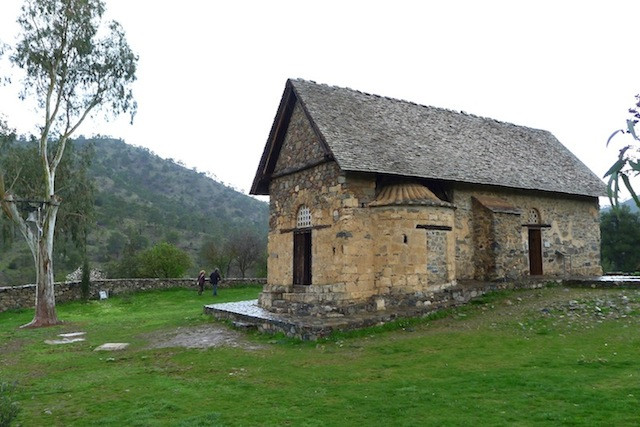
Églises peintes de Troodos, Panagia Forviotissa
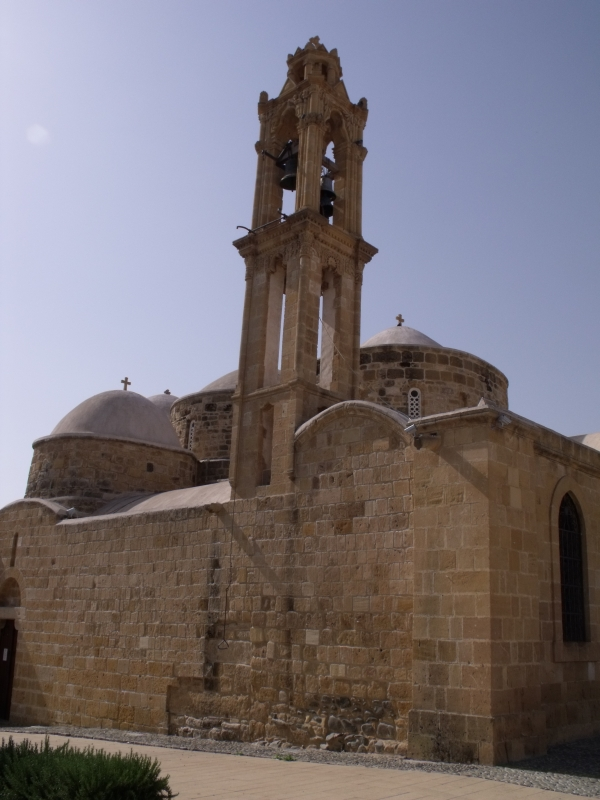
Peristeróna Chrysochoús
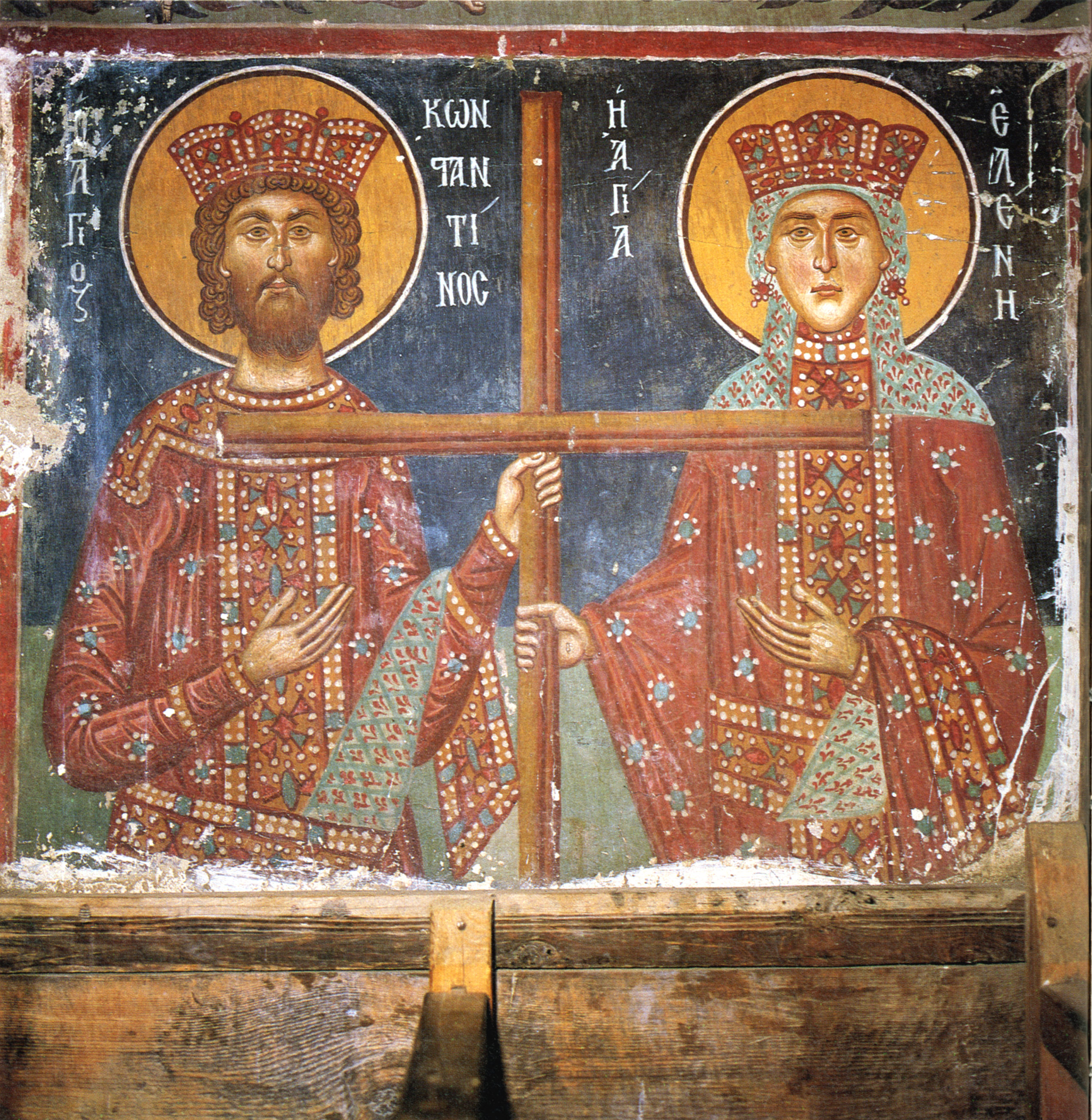
Églises peintes de Troodos, Pedoulas
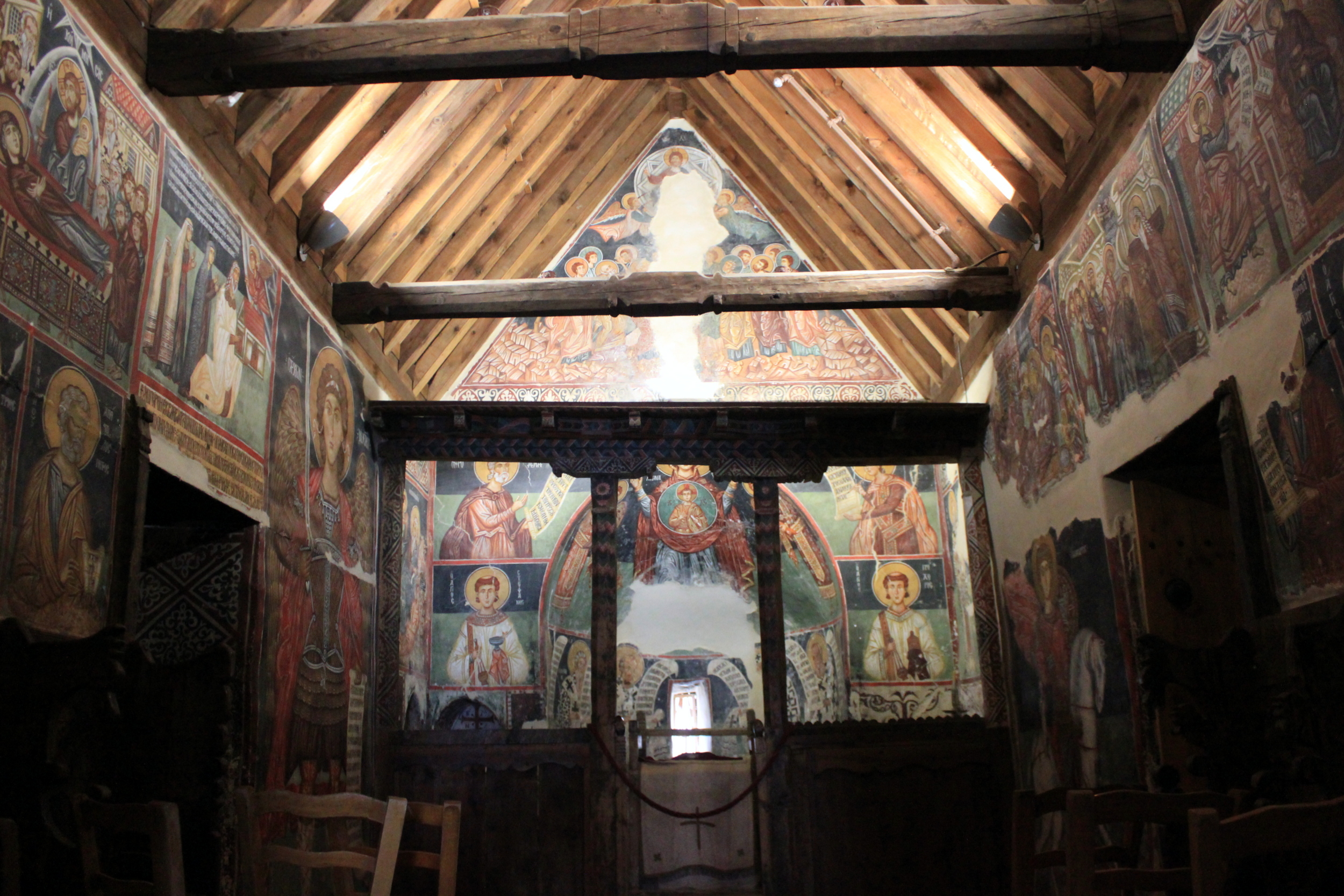
Églises peintes de Troodos, Saint-Michel, Pedoulas
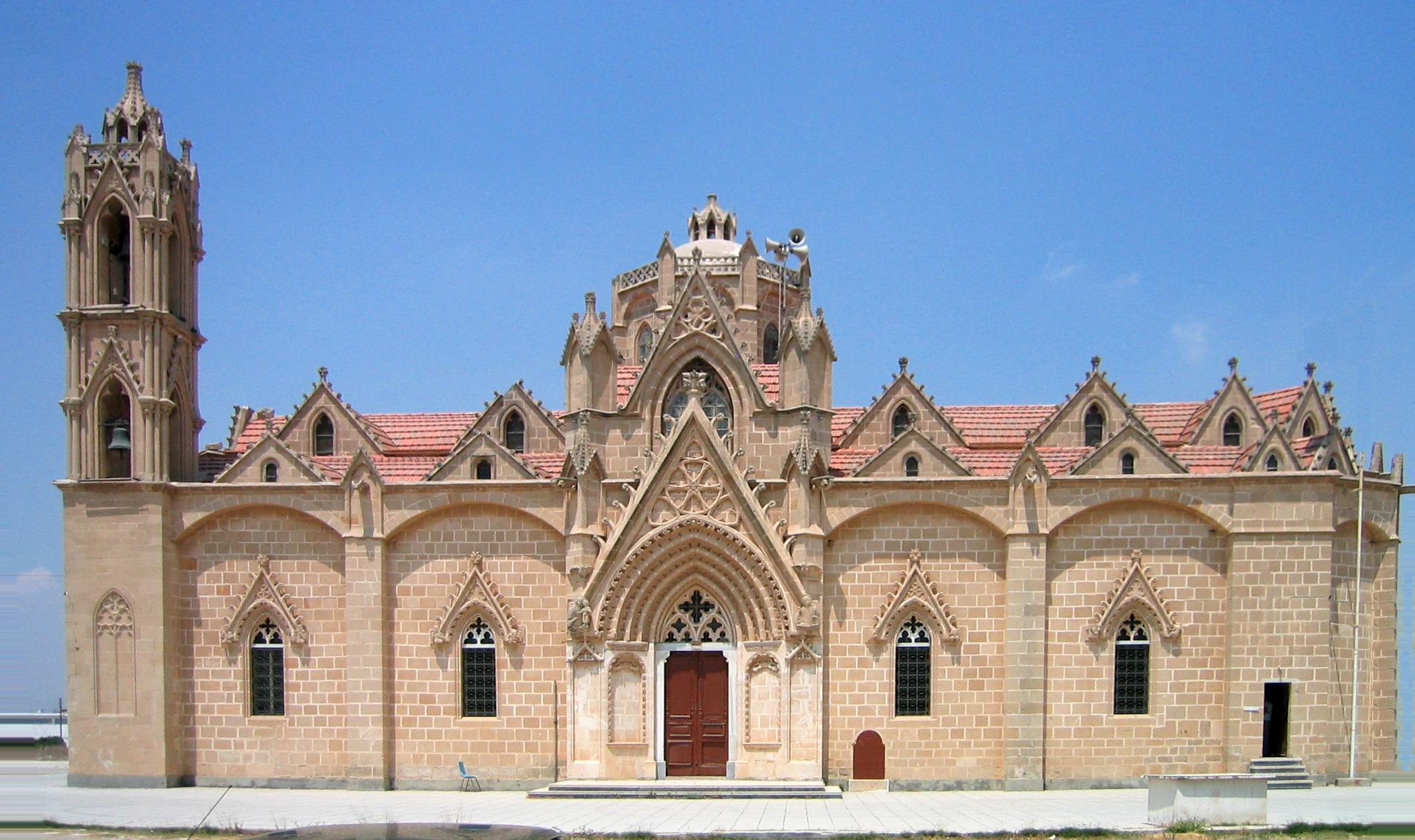
Panagia, Lysi (nord-est)
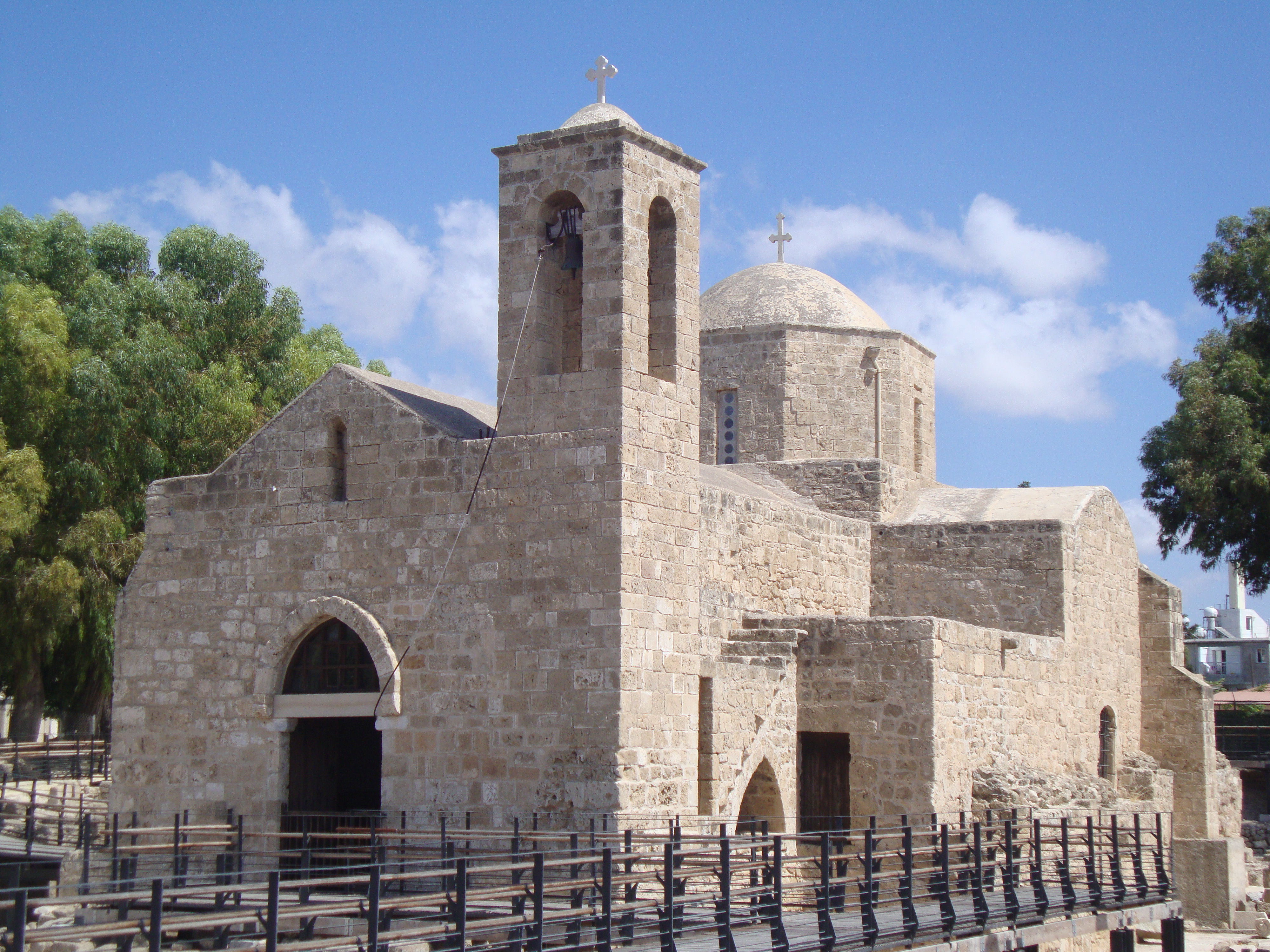
Église Chrysopolitissa (Paphos)
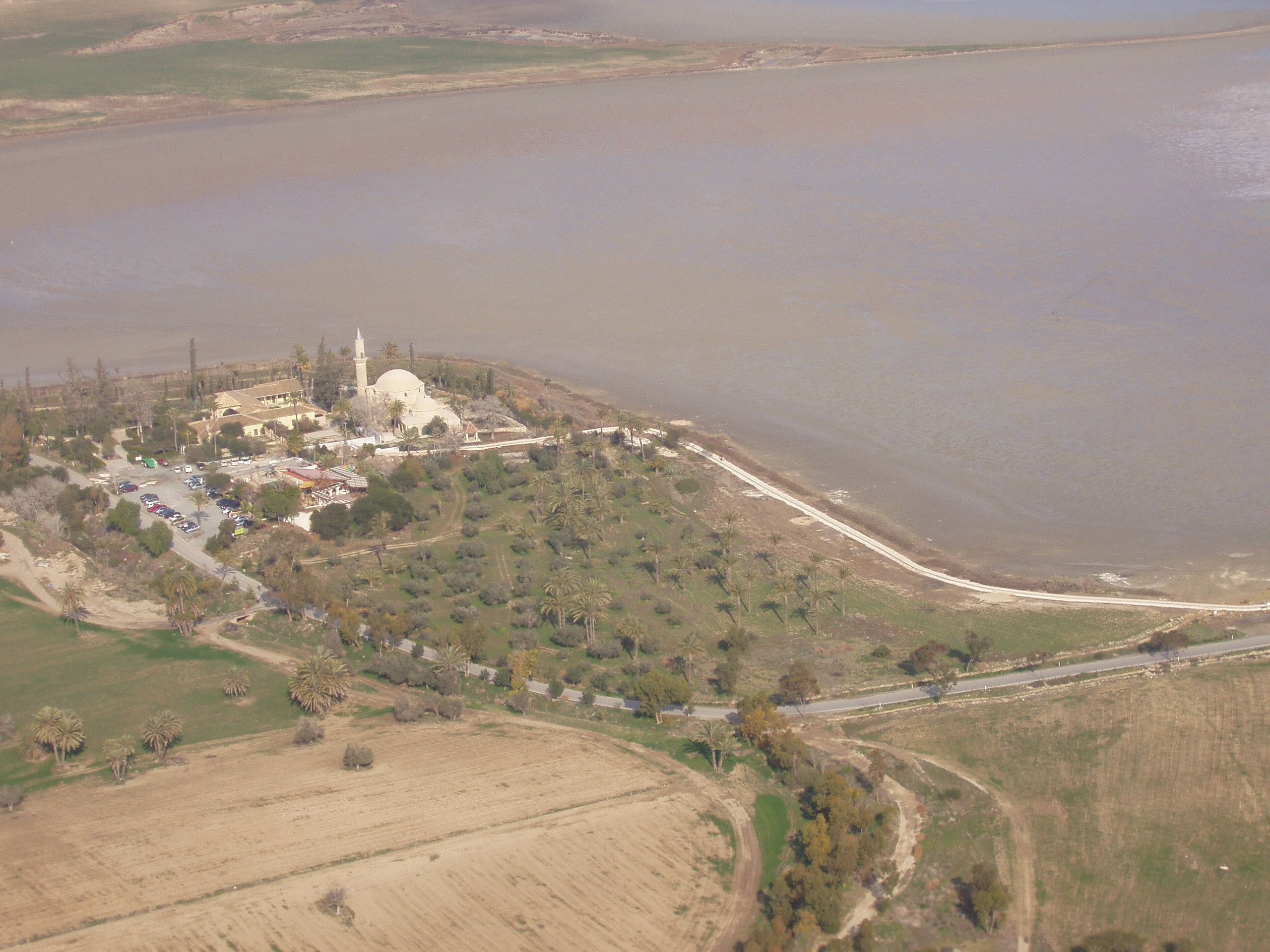
Hala Sultan Tekke
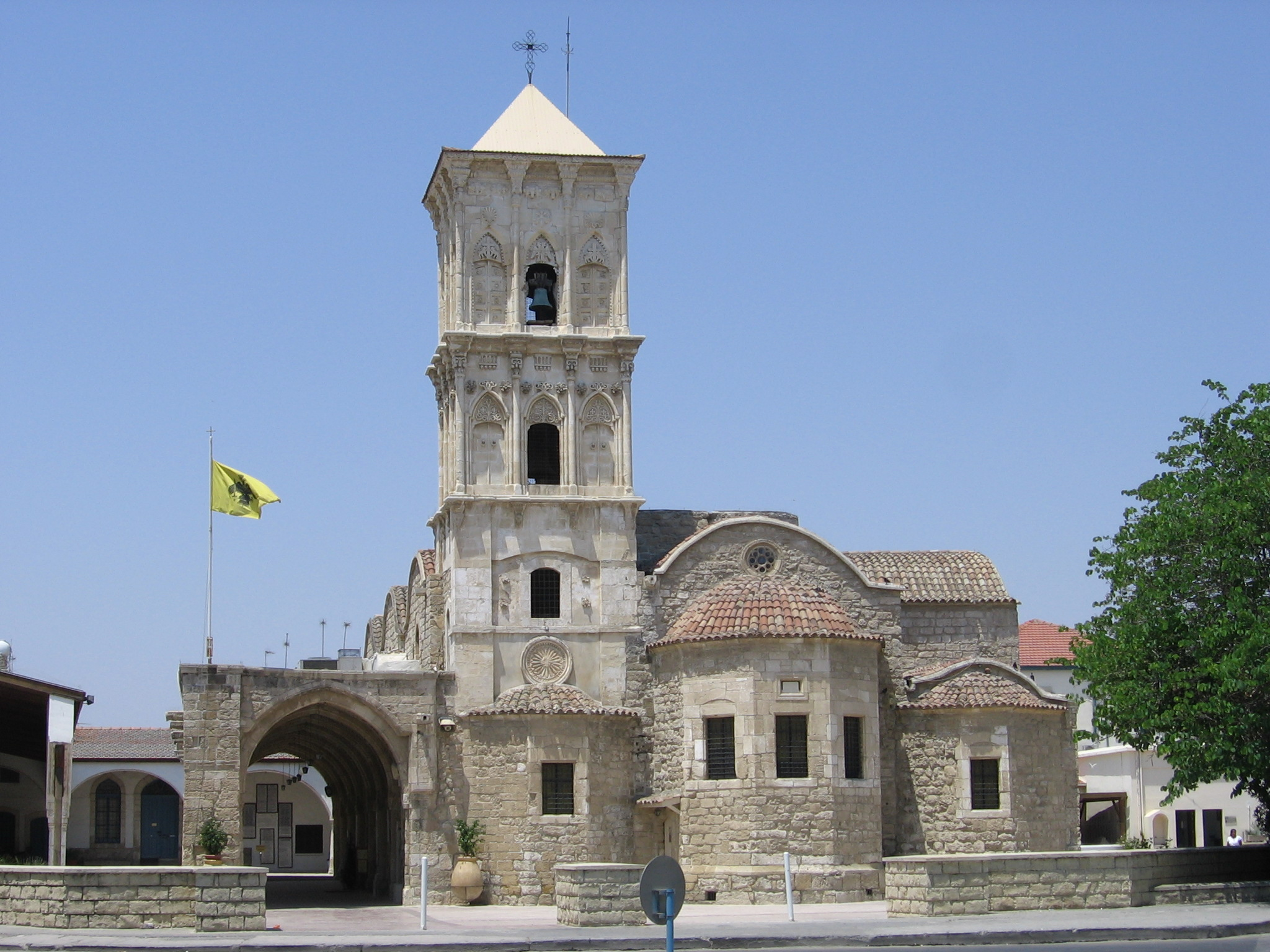
Église Saint-Lazare, Larnaca

## Repères 2020
Après deux millénaires de christianisme, le paysage religieux chypriote, évolutif, est à peu près le suivant, pour une population d'environ 1 200 000 Chypriotes (sans compter diasporas chypriotes ni immigrations récentes ni migrations en cours),.
- Christianisme (70..78 %) 
  - Orthodoxie 
    - Église grecque-orthodoxe de Chypre (> 70 %)
    - Arméniens (3 500)
    - Syriaques orthodoxes

  - Catholicisme (2 %) 
    - Église catholique romaine (10 000, 1 %)
    - Maronites (6 000, < 1 %), dans quatre villages du Nord

  - Protestantisme (< 2 %) (dont 2 000 anglicans au sud et 500 au nord)
  - Témoins de Jéhovah (< 1 %) (2 866 fidèles actifs[11] en 2021)
- Islam (18..25 %), principalement au nord
- Autres spiritualités (< 5 %)
  - Judaïsme (3 500 en 2018)
  - pratiques sino-vietnamiennes (Têt (Viêt Nam)) de la communauté vietnamienne (6 000..12 000)
  - Bouddhisme, Hindouisme , Sikhisme
  - Bahaïsme
  - Ésotérisme
  - Néopaganisme
- Autres positions :
  - Agnosticisme, irréligion, athéisme, indifférence, prudence…
  - Refus de donner une opinion